# Дін Тауншип (округ Кембрія, Пенсільванія)
Дін Тауншип (англ. Dean Township) — селище (англ. township) в США, в окрузі Кембрія штату Пенсільванія. Населення — 328 осіб (2020).

## Демографія
Згідно з переписом 2010 року, у селищі мешкала 391 особа в 163 домогосподарствах у складі 113 родин. Було 185 помешкань
Расовий склад населення:
| - 99,0 % — білих - 0,8 % — чорних або афроамериканців |

До двох чи більше рас належало 0,3 %. Частка іспаномовних становила 0,0 % від усіх жителів.
За віковим діапазоном населення розподілялося таким чином: 20,2 % — особи молодші 18 років, 58,6 % — особи у віці 18—64 років, 21,2 % — особи у віці 65 років та старші. Медіана віку мешканця становила 44,7 року. На 100 осіб жіночої статі у селищі припадало 104,7 чоловіків;  на 100 жінок у віці від 18 років та старших — 93,8 чоловіків також старших 18 років.
Середній дохід на одне домашнє господарство  становив 56 298 доларів США (медіана — 46 607), а середній дохід на одну сім'ю — 63 563 долари (медіана — 52 750). Медіана доходів становила 41 250 доларів для чоловіків та 28 125 доларів для жінок. За межею бідності перебувало 7,5 % осіб, у тому числі 7,2 % дітей у віці до 18 років та 5,4 % осіб у віці 65 років та старших.
Цивільне працевлаштоване населення становило 193 особи. Основні галузі зайнятості: освіта, охорона здоров'я та соціальна допомога — 25,4 %, роздрібна торгівля — 15,0 %, науковці, спеціалісти, менеджери — 13,5 %, будівництво — 13,5 %.